# Pays-Bas au Concours Eurovision de la chanson 2020
Les Pays-Bas était l'un des quarante et un pays participants prévus du Concours Eurovision de la chanson 2020. Ils en auraient également été le pays hôte et organisateur, cette édition devant se dérouler à Rotterdam. Le pays aurait été représenté par le chanteur Jeangu Macrooy et sa chanson Grow, sélectionnés en interne par le diffuseur AVROTROS. L'édition est finalement annulée en raison de la pandémie de Covid-19.

## Sélection
Le diffuseur AVROTROS a confirmé sa participation à l'Eurovision 2020 immédiatement après a victoire lors de l'édition 2019 en acceptant d'organiser la concours. Le représentant du pays est annoncé le 10 janvier 2020 par le diffuseur AVROTROS. Il s'agit du chanteur Jeangu Macrooy, sélectionné en interne. Sa chanson, intitulée Grow, est présentée le 4 mars 2020.

## À l'Eurovision
En tant que pays hôte, les Pays-Bas auraient été directement qualifiés pour la finale du 16 mai 2020.
Le 18 mars 2020, l'annulation du Concours en raison de la pandémie de Covid-19 est annoncée.